# Sękowice (Opole)
Pour les articles homonymes, voir Sękowice.
Sękowice est une localité polonaise de la voïvodie d'Opole et du powiat de Nysa.